# Piketon
Piketon és una població dels Estats Units a l'estat d'Ohio. Segons el cens del 2000 tenia 1.907 habitants.

## Demografia
Segons el cens del 2000, Piketon tenia 1.907 habitants, 693 habitatges, i 469 famílies. La densitat de població era de 368,1 habitants per km².
Dels 693 habitatges en un 34,1% hi vivien nens de menys de 18 anys, en un 43,1% hi vivien parelles casades, en un 21,1% dones solteres, i en un 32,2% no eren unitats familiars. En el 28% dels habitatges hi vivien persones soles el 12,7% de les quals corresponia a persones de 65 anys o més que vivien soles. El nombre mitjà de persones vivint en cada habitatge era de 2,41 i el nombre mitjà de persones que vivien en cada família era de 2,93.
Per edats la població es repartia de la següent manera: un 24,5% tenia menys de 18 anys, un 9,9% entre 18 i 24, un 25,6% entre 25 i 44, un 18,6% de 45 a 60 i un 21,4% 65 anys o més.
L'edat mediana era de 39 anys. Per cada 100 dones de 18 o més anys hi havia 72,1 homes.
La renda mediana per habitatge era de 21.290 $ i la renda mediana per família de 23.846 $. Els homes tenien una renda mediana de 31.618 $ mentre que les dones 21.602 $. La renda per capita de la població era d'11.599 $. Aproximadament el 28,5% de les famílies i el 30,3% de la població estaven per davall del llindar de pobresa.

## Poblacions més properes
El següent diagrama mostra les poblacions més properes.